# Таш-Булак (Бельский айылный аймак)
Таш-Булак (кирг. Таш-Булак) — село в Ноокатском районе Ошской области Кыргызстана. Входит в состав Бельского айылного аймака.

## География
Село расположено в западной части области, на расстоянии приблизительно 18 километров (по прямой) к северо-западу от города Ноокат, административного центра района.

## История
Населённый пункт получил статус села 2 августа 2019 года.

## Население
Согласно оценочным данным Национального статистического комитета Кыргызской Республики, численность населения села на начало 2023 года составляла 193 человека.
| год     | 2020 | 2021 | 2023 |
| ------- | ---- | ---- | ---- |
| человек | 110  | 177  | 193  |